# Wilhelm Kühne

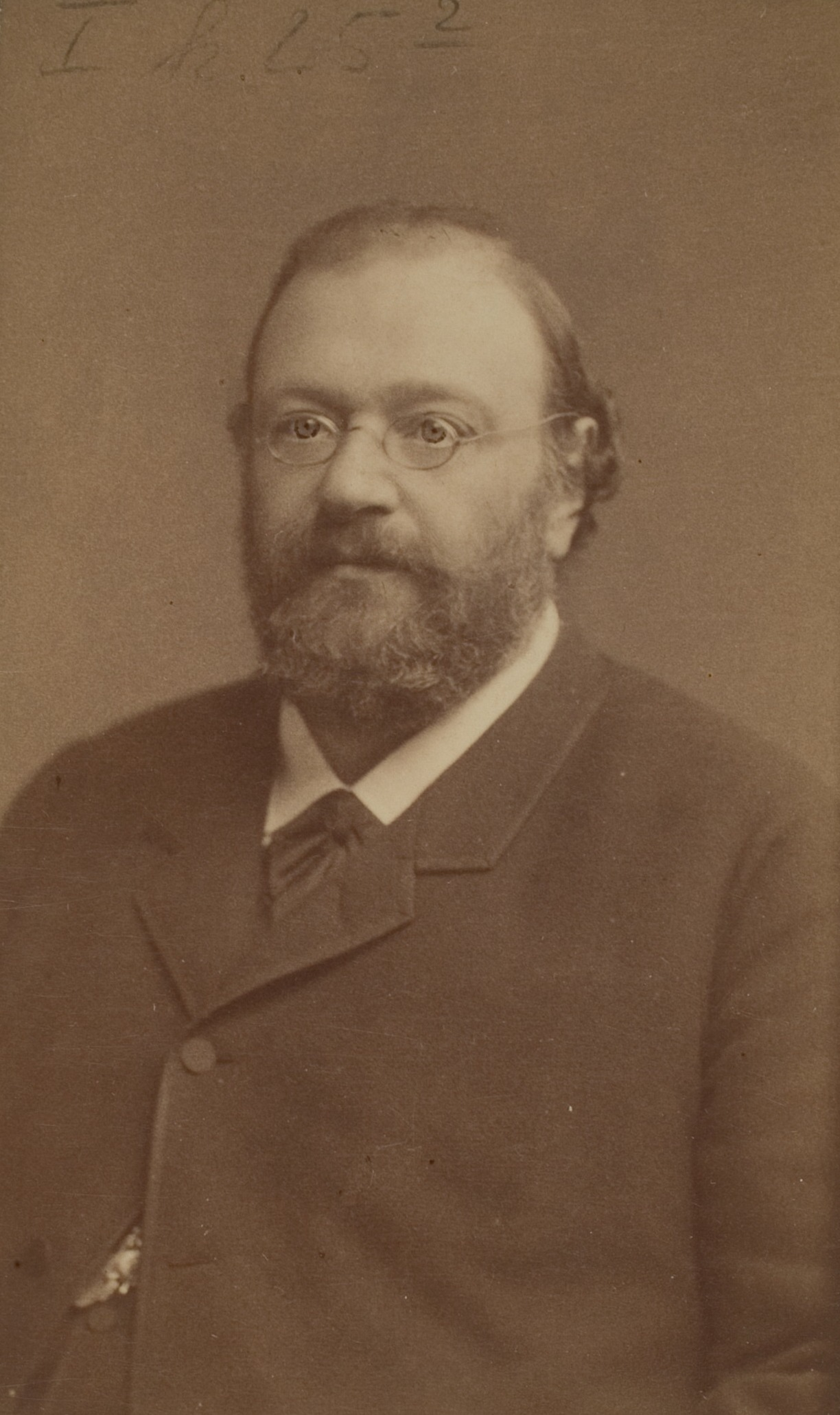
Wilhelm Friedrich Kühne, 1886

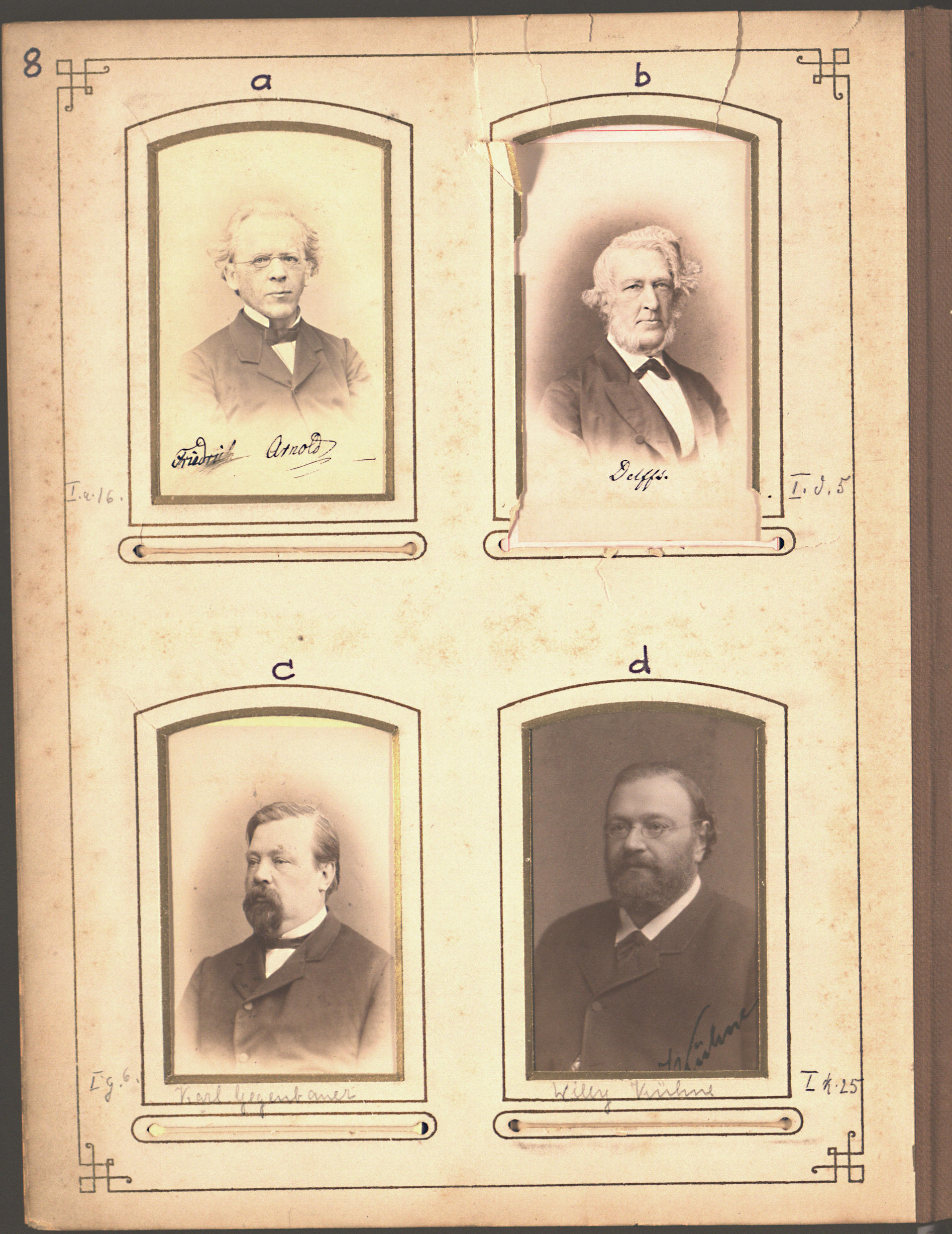
Der Lehrkörper Ruperto Carola zu Heidelberg im Jahre 500 ihres Bestehens (1886) a: Philipp Friedrich Arnold, b: Friedrich Wilhelm Hermann Delffs, c: Carl Gegenbaur, d: Friedrich Wilhelm Kühne

Wilhelm Friedrich Kühne, auch Willy Kühne, (* 28. März 1837 in Hamburg; † 10. Juni 1900 in Heidelberg) war ein deutscher Physiologe und Enzymforscher.

## Leben
Wilhelm „Willi“ Kühne, Sohn eines wohlhabenden Kaufmanns, legte 1854 am Johanneum Lüneburg das Abitur ab. Er begann im selben Jahr ein Studium an der Universität Göttingen, wo er Chemie bei Friedrich Wöhler, Physiologie bei Rudolf Wagner und Anatomie bei Jakob Henle studierte. 1856 wurde er bei Wagner mit einer Arbeit über künstlichen Diabetes bei Fröschen zum Dr. phil. promoviert. Anschließend forschte er an der Universität Jena bei Karl Gotthelf Lehmann zum Zuckerstoffwechsel. 1858 wechselte Kühne erst nach Berlin, wo er als Mitarbeiter von Felix Hoppe-Seyler an der Chemischen Abteilung des Pathologischen Instituts tätig war und bei Emil Du Bois-Reymond Studien zur Muskulatur betrieb, und anschließend nach Paris zu Claude Bernard. 1860 folgte ein Aufenthalt in Wien bei Ernst Brücke und Carl Ludwig. Ab 1861 leitete Wilhelm Kühne das Chemische Labor im Pathologischen Institut Rudolf Virchows in Berlin, wo er sich mit Zellphysiologie auseinandersetzte. Von 1868 bis 1871 hatte er den Lehrstuhl für Physiologie der Universität von Amsterdam inne, 1871 ging er an die Universität Heidelberg, wo er als Nachfolger Hermann von Helmholtz’ bis zu seinem Lebensende das Physiologische Institut leitete.
Kühne war mit Helene Blum verheiratet.

## Wirken
Ein wesentlicher Interessensschwerpunkt Kühnes war die Verdauungsphysiologie. Er entdeckte das eiweißspaltende Verdauungsenzym Trypsin, welches er 1867 benannte. Er beobachtete das Vorliegen einer inaktiven Vorstufe (Zymogen) des Enzyms, charakterisierte es hinsichtlich seiner Aktivität im alkalischen Milieu und beschrieb Trennverfahren. Ihm gelang 1867 die weitgehende Isolierung des Trypsins. Der Begriff „Enzym“ wurde durch ihn geprägt und verdrängte den bis dahin verbreiteten Begriff „Ferment“.
In seinen Arbeiten zum Sehen ab 1877 griff Kühne die Arbeiten des Physiologen Franz Boll auf, der 1876 beschrieben hatte, dass das später als Rhodopsin bezeichnete Sehpigment unter dem Einfluss von Licht verblasse und im Dunkeln seine Farbe regeneriere. Kühne bestätigte diese Beobachtungen, bezeichnete das Pigment aber aufgrund der von ihm beobachteten violetten Farbe als „Sehpurpur“. Er widersprach Boll auch dahingehend, dass der Farbverlust und die Regeneration nur in einem lebenden Organismus möglich seien und demonstrierte dies an einer isolierten Netzhaut (Retina). Weiterhin brachte er das Rhodopsin in Lösung und postulierte einen Proteinanteil. Die photochemische Reaktion erwies sich als abhängig von der Wellenlänge des Lichtes und der Lichtintensität. Aus seinen vielfältigen Untersuchungen zum Sehen im Tierversuch gingen auch die sogenannten Optogramme hervor, Abbildungen von zuvor fixierten Gegenständen auf der Netzhaut eines toten Lebewesens. Zeitgenössischen Überlegungen, diese Optogramme für forensische Zwecke zu nutzen, begegnete Kühne distanziert.
Bereits als junger Forscher hatte sich Kühne der Muskelphysiologie zugewandt, über die er zeitlebens forschte. An Froschmuskeln stellt er Forschung zur Muskelkontraktion und zur Erregungsausbreitung in Nerven an. Er postulierte die Existenz einer Endplatte zwischen Muskel und Nerv, die von Julius Friedrich Cohnheim bestätigt werden konnte.
Die Physiologin Ida Henrietta Hyde wurde 1896 unter Kühne und gegen dessen anfänglichen Widerstand an der Universität Heidelberg promoviert. Später wandelte er sich zum Förderer ihrer Karriere.

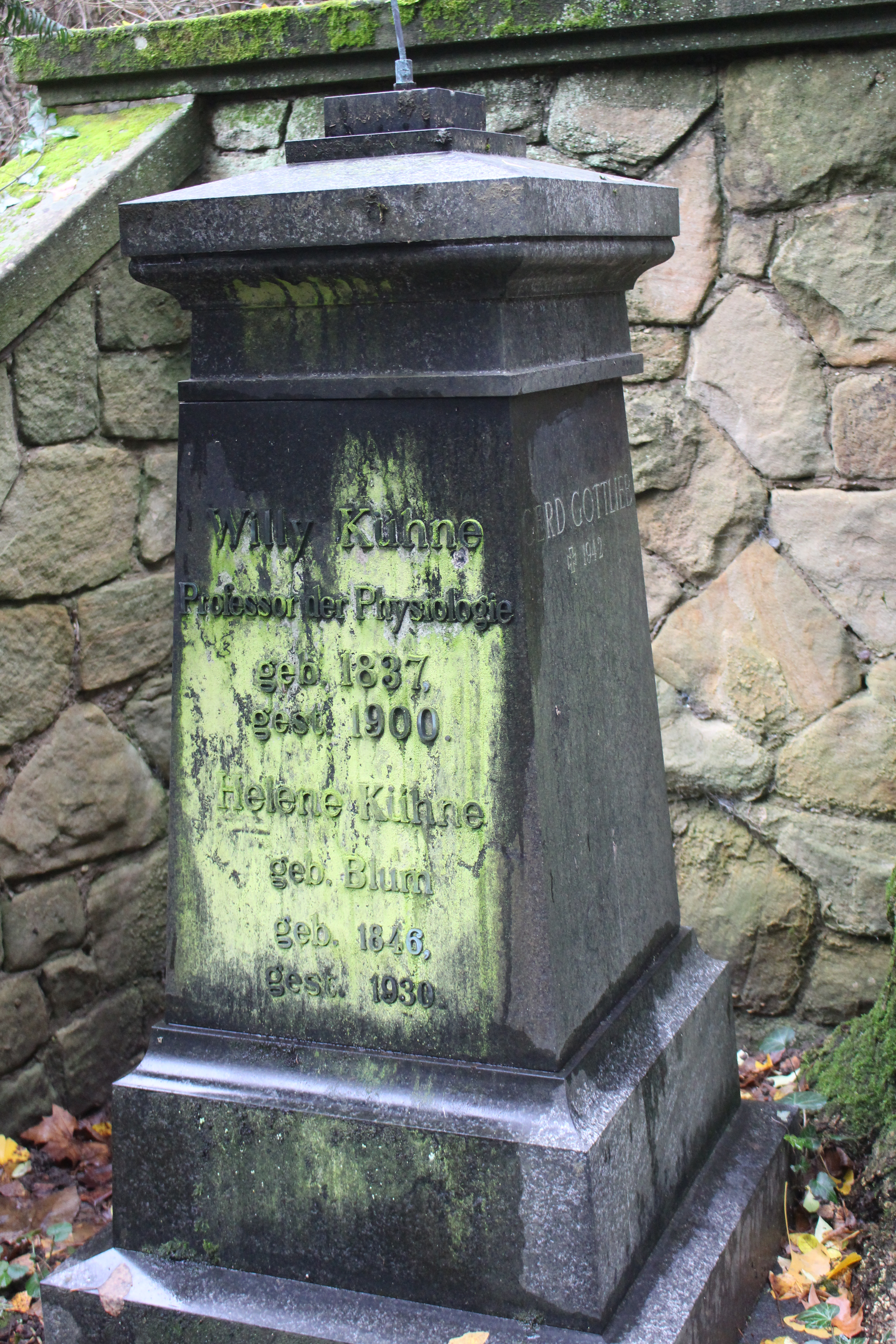
Grab von Willy (Wilhelm) Kühne und seiner Frau auf dem Heidelberger Bergfriedhof

1892 wurde er zum Mitglied der Königlichen Gesellschaft der Wissenschaften in Uppsala und zum auswärtigen Mitglied der Royal Society, 1896 zum Mitglied der Königlich Schwedischen Akademie der Wissenschaften, 1898 zum korrespondierenden Mitglied der Preußischen Akademie der Wissenschaften und in die American Academy of Arts and Sciences gewählt.

## Schriften (Auswahl)
- Lehrbuch der physiologischen Chemie. Engelmann, Leipzig 1858. (Ausgabe von 1866 – Internet Archive)
- Myologische Untersuchungen. Veit, Leipzig 1860. (urn:nbn:de:bvb:12-bsb10368741-5)
- Über die peripherischen Endorgane der motorischen Nerven. Engelmann, Leipzig 1862. (archive.org)
- Untersuchungen über das Protoplasma und die Contractilität. Engelmann, Leipzig 1864. (archive.org)
- Über die Verdauung der Eiweißstoffe durch den Pankreassaft. In: Virchows Archiv für pathologische Anatomie. Band 38, 1867, S. 130–172.